# Albanci u Hrvatskoj
Albanci u Hrvatskoj (albanski:Shqiptarët në Kroaci) su jedna od 22 priznate nacionalne manjine u Hrvatskoj.
Prema popisu stanovništva iz 2011. godine u Hrvatskoj živi 17.513 Albanaca, od čega najviše u Gradu Zagrebu
Popisom stanovništva iz 2021. zabilježeno je 13.817 Albanaca u RH.
Velikim dijelom su muslimani (9.594), no značajan je i broj katoličkih Albanaca (7.109). Katolički Albanci se tradicionalno bave zanimanjima kao što su zlatar, filigran i pekar.
Dio Albanaca u Hrvatskoj se pohrvatio još u 19. stoljeću, iako su zadržali zatvorenost i svoje narječje. To su Arbanasi, koji žive u istoimenoj četvrti grada Zadra, nekad samostalnim naseljem.

## Kultura
U Zagrebu pri Knjižnici i čitaonici »Bogdan Ogrizović« djeluje Središnja knjižnica Albanaca u Hrvatskoj.
Na prijedlog svećenika Dodëa Gjergjija Franji Kuhariću osnovana je 7. studenoga 1991. Albanska katolička misija u Hrvatskoj, koja organizira tradicijsko okupljanje albanskih katolika u Hrvatskoj pod nazivom Dan Majke Terezije te se pastoralno skrbi za katoličke vjernike albanske narodnosti.

## Povijest
Albanci su u Hrvatsku došli u nekoliko razdoblja. 
Dio je došao u hrvatske krajeve još za doba mletačke vlasti, jer su dijelovi Hrvatske i Albanije bili pod vlašću Mletačke Republike. Tako su unutarnjim migracijama došle i albanske obitelji, od kojih se veliki broj pohrvatio tijekom stoljeća. Unutarnje migracije su bile gospodarstvene naravi.
Drugo značajno razdoblje je bilo doba turskih osvajanja, kada katolički Albanci bježe pred turskim osvajačima na zapad. U tom su razdbolju u Hrvatsku došli i Arbanasi. 
Sljedeći razdoblje je kada su za oslobodilačkih ratova od Turaka na oslobođena područja u Hrvatsku došle kršćanske albanske obitelji.
Za vrijeme Jugoslavijâ su Albanci dolazili u Hrvatsku iz gospodarskih i političkih razloga, osobito nakon 1945. godine. Doseljeni Albanci su bili najviše s područja Kosova i Makedonije.
Tradicionalno se bave zlatarstvom, filigranstvom, pekarstvom i vođenjem ugostiteljskih objekata kao što su ćevabdžinice, buregdžinice i slastičarne. Jedno vrijeme su bili značajnim i po štandovskoj prodaji ratarskih proizvoda.

## Poznati Albanci u Hrvatskoj
- Besart Abdurahimi, nogometaš
- Arijan Ademi, nogometaš
- Rahim Ademi, general HV-a
- Andrija Aleši, arhitekt
- Anita Berisha, glumica
- Bekim Berisha, hrvatski branitelj
- Esad Čollaku, hrvatski branitelj i zapovjednik specijalnih postrojba
- Agim Çeku, hrvatski vojni zapovjednik u Domovinskom ratu
- Petrit Çeku, gitarist
- Enver Idrizi, bivši hrvatski karate reprezentativac, osvojio je prvo odličje za Hrvatsku točno na datum međunarodnog priznanja.
- Ljiljana Llilli Koci, fotografkinja, slikarica, kiparica, pjesnikinja te spisateljica
- Ardian Kozniku, bivši nogometaš
- Amir Muharemi, pukovnik HV-a, pomoćnik zapovjednika 1. gardijske brigade „Tigrovi“, veleposlanik R. Hrvatske u Indiji, Turskoj i veleposlanik i zamjenik stalne predstavnice u Stalnoj misiji RH pri UN, predstojnik Ured predsjednika RH[6]
- Pashk (Viktor) Prenrecaj, hrvatski branitelj i zapovjednik 106. specijalne brigade Orašje
- Kujtim Shala, bivši nogometaš
- Agron Smakići, profesionalni boksač, otac Ilir je Albanac, a majka Dinka Hrvatica